# 千田家住宅
千田家住宅（ちだけじゅうたく）は、宮城県気仙沼市内湾地区にある、歴史的建築物。主屋等が日本国の登録有形文化財となっている。同地区では当住宅を含めた多くの文化財群が東北地方太平洋沖地震の津波によって被害を受け、復旧作業が求められている。

## 文化財
2014年（平成26年）4月25日、以下の3件が登録有形文化財となった。
- 主屋

1930年（昭和5年）頃、木造二階建一部三階建、車庫付。建築面積127m2。木造モルタル塗で外壁に水平の張出しを廻らせる。隅部分は円弧状平面で塔屋風に三階を設ける。また二階に円形の、二階から三階にかけて煙突状の飾り窓を付けてアクセントとする。
- 土蔵

1916年（大正5年）頃建築、2011年（平成23年）改修、木造二階建、鋼板葺、建築面積41 m2。主屋の東側に南北棟で建ち、北には石蔵が接続する。二段積の石積基礎の上に土台を敷く。柱を密に立てて貫で固めた構造であり、外壁はモルタル塗。当地区での1929年（昭和4年）大火を免れた。
- 石蔵

1930年頃建築、石造二階建、建築面積33m2。主屋の東側北寄りに東西棟で建ち、南に土蔵が接続する。「塩釜石」と称する凝灰岩を布積とする。窓の庇に幾何学模様の持送りを付け、軒蛇腹を人造石研出し仕上げとする意匠が見られる。前年の大火後に建てられ、耐火性を考慮している。

## 現地情報
- 所在地
  - 宮城県気仙沼市南町2-122-1
- 交通アクセス
  - 大船渡線気仙沼駅より徒歩20分
  - 気仙沼バイパス松川インターチェンジより車7分
- 周辺の登録有形文化財
  - 武山米店炊飯博物館、三事堂ささ木、角星